# They've Actually Gotten Worse Live!
They've Actually Got Worse Live! é o segundo álbum gravado ao vivo pela banda NOFX, lançado a 20 de Novembro de 2007.

## Faixas
1. "Intro/Glass War" - 4:39
2. "You're Wrong" - 2:53
3. "Franco Un-American" - 3:19
4. "Scavenger Type" - 2:50
5. "What's the Matter With Parents Today?" - 2:27
6. "The Longest Line" - 2:34
7. "New Happy Birthday Song?" - 1:14
8. "Eat the Meek" - 4:01
9. "Murder the Government" - 1:12
10. "Monosyllabic Girl" - 0:52
11. "I'm Telling Tim" - 1:08
12. "Instant Crassic" - 0:40
13. "Can't Get the Stink Out" - 0:50
14. "See Her Pee" - 0:29
15. "I Wanna Be an Alcoholic" - 0:23
16. "Fuck the Kids" - 0:20
17. "Juice Head" - 0:58
18. "What Now My Love" - 3:35
19. "Lori Meyers" - 3:30
20. "We March to the Beat of Indifferent Drum" - 5:40
21. "I, Melvin" - 3:10
22. "Green Corn" - 2:55
23. "Whoops I OD'd" - 3:10
24. "Stickin in My Eye/The Decline" - 6:09

## Paradas
| Paradas (2007)         | Melhor posição |
| ---------------------- | -------------- |
| Top Independent Albums | 40             |